# Clase Conquest
La clase Conquest es una clase de cruceros propiedad de Carnival Cruise Lines, una subdivisión de Carnival Corporation. El diseño Conquest es un diseño original de Carnival, basado en la clase Destiny. El diseño de la clase Conquest se modificó del diseño de la clase Destiny al alargar el barco alrededor de 17 metros, lo que amplió la mayoría de las instalaciones, agregó un restaurante sobre la cubierta del lido y aumentó la cantidad de cabinas de pasajeros. Las salas públicas de ambas clases son muy similares estructuralmente pero varían en decoración, con nombres de salas que coinciden con el tema del barco.

## Unidades
| Buque             | En servicio   | Tonelaje   | Puerto base      | Bandera           | Notas | Imagen |
| ----------------- | ------------- | ---------- | ---------------- | ----------------- | ----- | ------ |
| Carnival Conquest | 2002–presente | 110.000 Tn | Miami            | Bandera de Panamá |       |        |
| Carnival Glory    | 2003–presente | 110.000 Tn | Nueva Orleans    | Bandera de Panamá |       |        |
| Carnival Valor    | 2004–presente | 110.000 Tn | Nueva Orleans    | Bandera de Panamá |       |        |
| Carnival Liberty  | 2005–presente | 110.000 Tn | Puerto Cañaveral | Bandera de Panamá |       |        |
| Carnival Freedom  | 2007–presente | 110.000 Tn | Puerto Cañaveral | Bandera de Panamá |       |        |